# Dusa Mareb
Dusa Mareb ou Dusa Marreb (somali:  Dhuusamareeb) é uma cidade da Somália, capital da região de Galguduud. Estima-se uma população em torno de 9.000 habitantes em 2007.
- Latitude: 05° 31' 00" Norte
- Longitude: 46° 23' 60" Leste
- Altitude: 197 metros